# Синеоковка
Синеоковка (укр. Синьооківка) — село в Золотоношском районе Черкасской области Украины.
Население по переписи 2001 года составляло 743 человека. Почтовый индекс — 19761. Телефонный код — 4737.

## Местный совет
19761, Черкасская обл., Золотоношский р-н, с. Синеоковка

## Известные жители
В 1843 году в имении своих родителей в селе Синеоковке родился русский писатель, переводчик, редактор, педагог и просветитель, автор «Словаря иностранных слов, вошедших в состав русского языка» А. Н. Чудинов.